# Länderwertberichtigung (IFRS)
Die Länderwertberichtigung (LWB) (bzw. präziser: pauschalisierte Länderwertberichtigung) in IAS/IFRS wird für sämtliche risikobehaftete Forderungen gegenüber allen Schuldnern in einem Land vorgenommen. 

## Betrachtetes Risiko
Betrachtet wird das Risiko, dass Kunden ihre Zahlungsverpflichtungen aufgrund von staatlich eingeleiteten Maßnahmen (z. B. Transferbeschränkungen) oder länderspezifischen ökonomischen Faktoren (bspw. Währungsabwertungen) nicht mehr erfüllen können.

## Berechnung
Die Berechnung der LWB erfolgt pauschal, weil sie das Gesamtobligo eines Landes, nicht aber den eigentlichen Kreditnehmer zur Grundlage hat. Bei der konkreten Ausgestaltung lässt IAS Spielraum. Oftmals werden bereits für einzelne Kreditnehmer gebildete Einzelwertberichtigungen nach IAS berücksichtigt und die LWB entsprechend reduziert. Betrachtet werden oft auch nur Länder ab einer festzulegenden Ratingstufe. Für Länder mit einem guten Rating wird dann keine LWB gebildet. So werden oft für Länder des Euro-Raumes und Nordamerikas keine Länderwertberichtigungen gebildet, da hier kein Transferrisiko oder länderspezifische Risiken erkannt werden.
Basis für die LWB-Berechnung: 
Inanspruchnahme abzüglich bewerteter Sicherheiten abzüglich bereits gebildeter EWB für einzelne Kreditnehmer in diesem Land.